# Elgonidium aberdareum
Elgonidium aberdareum – gatunek chrząszcza z rodziny nakwiatkowatych i podrodziny Tomoderinae.
Gatunek ten został opisany w 2008 roku przez Dimitrego Telnova na podstawie parki okazów z gór Aberdare, od których nadano mu epitet gatunkowy.
Chrząszcz o ciele długości 2,14 mm, ubarwiony pomarańczowo z jasnożółtymi: czułkami, głaszczkami i odnóżami. Głowę ma wydłużoną, żółtawo omszoną, całkowicie bezoką, wyposażoną w krótkie czułki o silnie poprzecznych członach dziewiątym i dziesiątym oraz szerokim jedenastym. Przedplecze podzielone na przedni i tylny płat gwałtownie wciętym przewężeniem o brzegach pokrytych widocznymi od góry ząbkami. W tylnej ⅓ przedniego płata biegnie delikatne, podłużne żeberko. Pokrywy są wydłużone, długo i żółtawo owłosione.
Owad afrotropikalny, znany wyłącznie z Kenii z Parku Narodowego Aberdare.